# توماس ر. جونز
توماس ر. جونز (بالإنجليزية: Thomas R. Jones)‏ هو محامي وقاضي وسياسي أمريكي، ولد في 5 أغسطس 1913، وتوفي في 27 أكتوبر 2006 بسبب سرطان البروستاتا. حزبياً، نشط في الحزب الديمقراطي. وقد انتخب عضو جمعية ولاية نيويورك.